# غوستاف إرنست
غوستاف إرنست (بالألمانية: Gustav Ernst)‏ هو كاتب وكاتب سيناريو ومؤلف نمساوي، ولد في 23 أغسطس 1944 في فيينا في النمسا.

## وصلات خارجية
- غوستاف إرنست على موقع IMDb (الإنجليزية)
- غوستاف إرنست على موقع قاعدة بيانات الفيلم (الإنجليزية)